# Division I (Schach) 1961
Die Division I 1961 war die 12. schwedische Mannschaftsmeisterschaft im Schach (Allsvenskan) und gleichzeitig deren neunte Austragung in einem Ligabetrieb mit Auf- und Abstieg.

## Datum und Ort
Die Wettkämpfe wurden am 4. und 5. November in Stockholm ausgetragen.

## Turnierverlauf
Die Auswahlmannschaft von Stockholm war eine Klasse für sich und verteidigte überlegen ihren Vorjahrestitel. Ebenso deutlich war der letzte Platz Malmö Allmänna SK, während der zweite Platz zwischen den Vorjahresaufsteigern Schacksällskapet Manhem und der Auswahlmannschaft von Dalarna hart umkämpft. Am Ende gab ein Brettpunkt Unterschied den Ausschlag zugunsten Dalarnas.

### Abschlusstabelle
| Pl. | Verein                      | Sp | G | U | V | MP  | Brett-P.  |
| --- | --------------------------- | -- | - | - | - | --- | --------- |
| 01. | Stockholms SF (M)           | 3  | 3 | 0 | 0 | 6:0 | 20,5:9,5  |
| 02. | Dalarnas SF (N)             | 3  | 1 | 1 | 1 | 3:3 | 14,5:15,5 |
| 03. | Schacksällskapet Manhem (N) | 3  | 1 | 1 | 1 | 3:3 | 13,5:16,5 |
| 04. | Malmö Allmänna Schackklubb  | 3  | 0 | 0 | 3 | 0:6 | 11,5:18,5 |

### Entscheidungen
|     | Schwedischer Mannschaftsmeister: Stockholms SF                                    |
|     | Absteiger in die Division II: Schacksällskapet Manhem, Malmö Allmänna Schackklubb |
| (M) | Meister der letzten Saison                                                        |
| (N) | Aufsteiger der letzten Saison                                                     |

## Die Meistermannschaft
| 1.            | Stockholms SF |
| Schachfiguren | Eric Arnlind, Bengt-Eric Hörberg, L. Lindberg, Berndt Söderborg, Åke Olsson, Bengt Andersson, Allan Werle, Arne Burehäll, B. Lundberg, S. Norberg. |